# Манастир Светих архангела Михаила и Гаврила (Бузовик)
Манастир Светих архангела Михаила и Гаврила или манастир Бинач, у месту Бузовик код Витине је манастир Епархије рашко-призренске Српске православне цркве из 14. века. У другој половини јуна 1999. године манастир је потпуно опљачкан и уништен експлозивом.

## Положај и историјат
Манастирска црква посвећена Светим Арханђелима Михаили и Гаврилу подигнута је и осликана фрескама на почетку 14. века. Смештен је поред места Витина (око 5 км), на извору реке Сушице. Био је центар локалне епископије у време византијског цара Василија II.
У току владавине Бранковића, крај 14. и почетак 15. века, манастир је напуштен и уништен. Обновљен је у 16. веку.
Године 1900. маја месеца, митрополит скопски Дионизије је посетио манастир. То је стара светиња, која лежи у брдима. Тада је зуб времена порушио кров, оцепио зидове, уништио сваки писани знак од имена онога чији је био задужбина. Мештани села Бинача су некако покрили храм и утегли зидове, да сасвим не пропадне. Митрополит је том приликом поставио за домаћина манастира, синђела Михаила Ранковића, који је одређен да надгледа предвиђену оправку манастира. Народ који се ту сабрао скупио је преко 1000 гроша прилога за обнову манастира.

## Изглед манастирске цркве
Црква је једнобродна грађевина са полукружном апсидом и полуцилиндричним сводом. На зидовима се налазе два слоја фресака, један преко другога. Новији слој је из 16. века и приказује архиепископе.
Локални Албанци су 1867. године заклали свештеника, након чега је манастир опет напуштен, а обновљен је по други пут почетком 20. века. У цркви су чувани и вредни сасуди из 14. века.

## Основ за упис у регистар споменика културе
Решење (Обласни) завода за заштиту споменика културе у Приштини, бр. 175 од 6. марта 1963. Закон о заштити споменика културе (Службени гласник НРС бр. 51/59).

## Разарање манастира 1999. године
У другој половини јуна 1999. године, након завршетка НАТО агресије на Југославију, и доласка снага КФОР-а на овај простор Албанци су манастир оскрнавили и опљачкали. Унутрашњост манастирске цркве је након повлачења америчког одреда КФОР-а је спаљена а манастир потпуно уништен експлозивом, у децембру исте године.
Истовремено су уништене и капеле Свете Петке, Светог Архиђакона Стефана и Светог Николе у близини манастира.